# 盧西爾 (喬治亞州)
盧西爾（英語：Lucile）是位於美國喬治亞州厄爾利縣的一個非建制地區。該地的面積和人口皆未知。

## 地理
盧西爾的座標為31°14′37″N 84°55′02″W / 31.24361°N 84.91722°W，而該地的平均海拔高度為66米（即217英尺）。